# Кухмистерская слободка
Кухми́стерская слобо́дка (укр. Кухмістерська слобідка) — село, существовавшее с начала XVIII века до конца 1960-х годов на территории современного жилого массива Березняки на левом берегу Киева. Построено было с целью обслуживания войск, которые принимали участие в возведении Старой Печерской крепости (с 1706 года). Название происходит от испорченного немецкого слова Kochmeister (кохмайстер) — шеф-повар.

## История
До 1786 года Кухмистерская слободка принадлежала Киево-Печерской лавре. Документ 1780 года свидетельствует, что село Кухмистерская слободка «названо по причине, что оно состояло под ведением лаврских кухмистров».
В слободке находилась церковь св. Василия Великого(Трёхсвятительская), при ней — школа.
В XIX веке Кухмистерская Слободка была в составе Броварской волости Остерского уезда Черниговской губернии.
В конце XIX века на территории слободки были построены лесопильни и шпалопропиточный завод.
21 сентября 1923 года местность вошла в черту Киева.
В 1941—43 годах была разрушена немецкими оккупантами. После войны частично восстановлена. В 1963-1965 годах постепенна снесена для строительства 1-го и 4-го кварталов жилмассива Березняки.